# Tobias Schneider
Tobias Schneider (2 luglio 1992) è un bobbista tedesco.

## Biografia
Ha iniziato a gareggiare nel 2016 come frenatore per la squadra nazionale tedesca. Debuttò in Coppa Europa nella stagione 2016/17 e si distinse nelle categorie giovanili vincendo due medaglie d'argento ai mondiali juniores di Sankt Moritz 2018 in entrambe le specialità e con Christoph Hafer alla guida delle slitte.
Esordì in Coppa del Mondo nella stagione 2018/19, il 9 dicembre 2018 a Sigulda, occasione in cui colse anche il suo primo podio concludendo la gara di bob a due al terzo posto in coppia con Hafer.

## Palmarès

### Mondiali juniores
- 2 medaglie:
  - 2 argenti (bob a due, bob a quattro a Sankt Moritz 2018).

### Coppa del Mondo
- 3 podi (2 nel bob a due, 1 nel bob a quattro):
  - 3 terzi posti.

### Campionati tedeschi
- 4 medaglie:
  - 1 oro (bob a quattro ad Altenberg 2020[1]);
  - 2 argenti (bob a quattro a Schönau am Königssee 2018[2]; bob a quattro a Winterberg 2019[3]);
  - 1 bronzo (bob a due a Winterberg 2019[4]).

### Circuiti minori

#### Coppa Europa
- 13 podi (4 nel bob a due, 9 nel bob a quattro):
  - 10 vittorie (3 nel bob a due, 7 nel bob a quattro);
  - 2 secondi posti (1 nel bob a due, 1 nel bob a quattro);
  - 1 terzo posto (nel bob a quattro).